# Коросница
Коросница (укр. Коросниця) — село в Меденичской поселковой общине Дрогобычского района Львовской области Украины.
Население по переписи 2001 года составляло 144 человека. Занимает площадь 0,37 км². Почтовый индекс — 82150. Телефонный код — 3244.